# Powiat Haibara
Powiat Haibara (jap. 榛原郡 Haibara-gun) – powiat w Japonii, w prefekturze Shizuoka. W 2024 roku liczył 34 218 mieszkańców.

## Miejscowości
- Yoshida
- Kawanehon